# Pekka Pitkänen (skulptör)
Pekka Sakari Pitkänen, född 15 mars 1950 i Jyväskylä, är en finländsk skulptör. Pitkänen studerade vid Konstindustriella läroverket och Konstakademins skola 1970–1977.
Medan Pitkänens tidiga arbeten präglades av en skrovlig expressionism har han senare övergått till enkla och monumentala former, ofta med inslag av arkaisk symbolik. Pitkänen har utfört offentliga skulpturer, ofta i en halvabstrakt stil och mestadels i brons, för talrika företag och institutioner, bland annat Helsingfors stad och Riksdagshuset. År 1985 utförde han medaljen för Kalevalas 150-årsjubileum. Han har varit lärare vid Konstindustriella högskolan 1979–1985 och vid Bildkonstakademin 1987–1988.
Pitkänens sambo 1990–2016 var skulptören Minna Tuominen (1962–2016).